# Ушурей (Молдова)
Ушурей (рум. Ușurei) — село в Ришканському районі Молдови. Входить до складу комуни, адміністративним центром якої є село Рекерія.
Більшість населення — українці. Згідно даних перепису 2004 року - 402 особи (88%).